# Hyporhamphus acutus pacificus
Hyporhamphus acutus pacificus is een ondersoort van de straalvinnige vissen uit de familie van de halfsnavelbekken (Hemiramphidae). De wetenschappelijke naam van de soort is voor het eerst geldig gepubliceerd in 1900 door Steindachner.